# Mikkel Plagborg-Møller
Mikkel Plagborg-Møller (født 3. september 1987) er kendt for at have sprængt 13-skalaen. Han har ifølge Undervisningsministeriet[kilde mangler] landets højeste karaktergennemsnit ved studentereksamen nogensinde. I samfulde eksamener i 2006 ved Gammel Hellerup Gymnasium fik han 13 (efter 13-skalaen). Grundet nogle en anelse lavere årskarakterer, blev det egentlige gennemsnit sænket til 12,7. Han havde imidlertid fysik, matematik og engelsk som højniveaufag, hvilket giver ret til at gange sit eksamensresultat med 1,03. Således fik han et endegyldigt gennemsnit på 13,1.
Mikkel Plagborg-Møller kvalificerede sig desforuden samtidig til at deltage i Den 37. Internationale Fysikolympiade[kilde mangler], som blev afholdt i Singapore. Landsholdet bestod foruden Plagborg-Møller af en anden student fra Gammel Hellerup Gymnasium, Asger Cronberg Ipsen, samt tre øvrige studerende fra andre gymnasier. Asger Cronberg Ipsen modtog en bronzemedalje, mens Plagborg-Møller opnåede hædrende omtale, om end præstationen ikke resulterede i nogen højere placering. Mikkel Plagborg-Møller læser på nuværende tidspunkt Matematik-økonomi på Københavns Universitet, hvor han siden studiestart i 2006 har opnået topkarakteren 12, efter 7-trinsskalaen, i samtlige eksamener.